# Vikýřovice
Vikýřovice (deutsch Weikersdorf) ist eine Gemeinde in Tschechien. Sie liegt drei Kilometer nordöstlich von Šumperk und gehört zum Okres Šumperk. Die Gemeinde ist Mitglied im Gemeindeverband Svazek obcí údolí Desné.

## Geographie
Vikýřovice befindet sich am Fuße des Rabenseifener Berglandes (Hraběšická vrchovina) im Schönberger Kessel am linken Ufer der Desná. Östlich erhebt sich die Prostřední skála (Mittelstein, 718 m), im Westen der Holubí vrch (383 m) und U Kapličky (442 m) sowie im Nordwesten der Kokrháč (510 m).
Nachbarorte sind Rapotín im Norden, Petrov nad Desnou und Rudoltice im Nordosten, Hraběšice, Anenský Dvůr und Krásné im Osten, Nový Malín im Südosten, Plechy im Süden, Šumperk, Krenišov und Skřivánčí Dvůr im Südwesten, Nové Domky und Temenice im Westen sowie Bratrušov im Nordwesten.

## Geschichte
Die erste schriftliche Erwähnung von Weikersdorf erfolgte 1391 in einer Urkunde des Markgrafen Jobst. Das Dorf gehörte ursprünglich zur markgräflichen Herrschaft Schönberg-Fürchtenberg. Mit dem Verkauf von Groß Ullersdorf an die Herren von Zierotin wurde Weikersdorf 1507 Teil der neuen Herrschaft Groß Ullersdorf. In der zweiten Hälfte des 16. Jahrhunderts sind die tschechischen Bezeichnungen Vidéřovice, Vikejřovice und Vigařovice nachweisbar. 1591 sind im Groß Ullersdorfer Zinskataster für Weikersdorf eine Feste, ein Hof, ein Erbgericht und 27 Wirtschaften ausgewiesen. Der seit 1594 südlich des Dorfes bestehende Freihof Borov wurde später an die Herrschaft Johrnsdorf angeschlossen. Das Hufenregister von 1677 weist für Weikersdorf 43 Wirtschaften aus. 1750 wurde auf den Gütern des Freihofes durch die Johrnsdorfer Herrschaft die Siedlung Kröneshof angelegt. 1802 erwarben die Liechtensteiner Weikersdorf. 1834 bestand Weikersdorf aus 116 Häusern und hatte 816 Einwohner. In den 21 Häusern von Kröneshof lebten 106 Menschen.
Nach der Aufhebung der Patrimonialherrschaften bildete Weikersdorf / Vykýřovice ab 1850 mit dem Ortsteil Kröneshof eine Gemeinde im Bezirk Mährisch Schönberg. Zu dieser Zeit hatte der Ort 1060 Einwohner. Mit der Industrialisierung des Teßtales wuchs in der zweiten Hälfte des 19. Jahrhunderts die Einwohnerzahl stetig. Die Bewohner des Dorfes arbeiteten vor allem in der 1857 von Josef Schreiber im benachbarten Reitendorf gegründeten Glashütte. 1871 erhielt das Dorf mit der Lokalbahn Hohenstadt–Zöptau einen Bahnanschluss. Zwischen 1872 und 1873 errichtete die Mährische Grenzbahn die Eisenbahn von Sternberg über Mährisch Schönberg nach Hannsdorf und übernahm zugleich die Lokalbahnstrecke.
1872 wurde eine Schule errichtet. Im Jahre 1900 bestand Weikersdorf aus 179 Häusern und hatte 1444 Einwohner, davon lebten 355 in den 28 Häusern von Kröneshof. 1901 errichtete der Fabrikant Oberleithner in Weikersdorf ein Mineralölraffinerie. Diese wurde nach dem Ersten Weltkrieg in die Apollo AG umfirmiert und hatte 200 Beschäftigte. In Kröneshof bestand ebenfalls seit 1901 die Textilfabrik Lane, bei der in den 1920er Jahren 250 Menschen in Lohn und Brot standen. Zu Weikersdorf gehörten der 200 ha große liechtensteinische Annahof und der Hof Viereck mit 60 ha, den der Fabrikant Oberleithner gepachtet hatte. 1919 entstand in Weikersdorf eine zweiklassige tschechische Minderheitenschule. Kröneshof wuchs mit Weikersdorf zusammen und verlor 1921 den Status eines Ortsteils. Im Zuge der Bodenreformen wurde nach der Gründung der Tschechoslowakei der Annahof parzelliert. 1929 errichteten die Baptisten ein Bethaus. Im Jahre 1930 bestand die Gemeinde aus 289 Häusern und hatte 1997 Einwohner, darunter waren 297 Tschechen. Nach dem Münchner Abkommen wurde Weikersdorf 1938 dem Deutschen Reich angeschlossen und gehörte bis 1945 zum Landkreis Mährisch Schönberg. Am 5. Mai 1939 wurde Weikersdorf zusammen mit Petersdorf an der Tess nach Reitendorf eingemeindet. Zwischen 1945 und 1946 erfolgten die Vertreibung der deutschen Bewohner und die Neubesiedlung mit Wolhynientschechen. Die Eingemeindung wurde nach Kriegsende rückgängig gemacht. 1950 lebten in den 322 Häusern von Vikýřovice 1425 Menschen. Vikýřovice verlor 1976 seine Selbstständigkeit und wurde an Šumperk angeschlossen. Seit 1990 besteht die Gemeinde wieder. 1991 lebten in dem Dorf 1859 Menschen.
1997 wurde die Bahnstrecke durch ein Hochwasser zerstört.

## Gemeindegliederung
Für die Gemeinde Vikýřovice sind keine Ortsteile ausgewiesen. Zu Vikýřovice gehören die Ansiedlungen Krenišov (Kröneshof), Anenský Dvůr (Annahof) und Sídliště (Neusiedl)

## Partnergemeinde
- Cigeľ, Slowakei

## Sehenswürdigkeiten
- Zámeček, die zum Gut Viereck gehörige Villa Erna entstand in den 1880er Jahren nach Plänen von Moritz Hinträger durch den Baumeister Max Hoffmann. Der 1882 vollendete Neorenaissancebau befindet sich in der Ortsmitte und wird genutzt als Kindergarten, Galerie und Keramikwerkstatt
- Kapelle des hl. Antonius von Padua in Krenišov, errichtet 1777 im Auftrag des Freiherrn von Stillfried auf Johrnsdorf
- überdachte Holzbrücke über die Desná nach Rapotín
- Kreuzigungsgruppe aus dem Jahre 1813
- Betsäule der hl. Kümmernis (svatá Starosta)